# Birdland

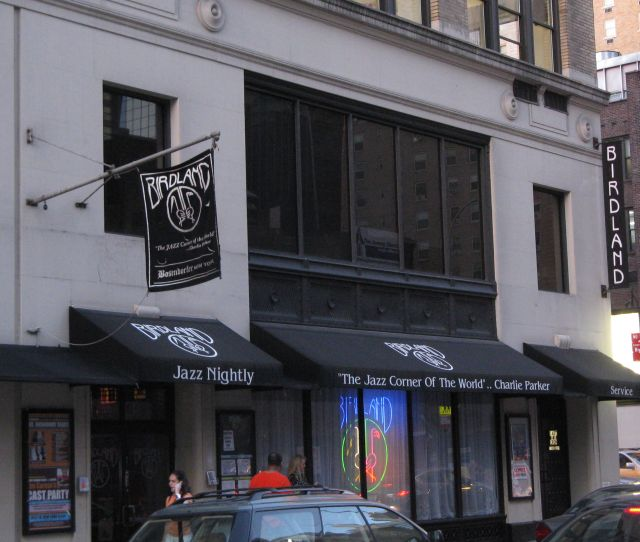
Birdland van buiten

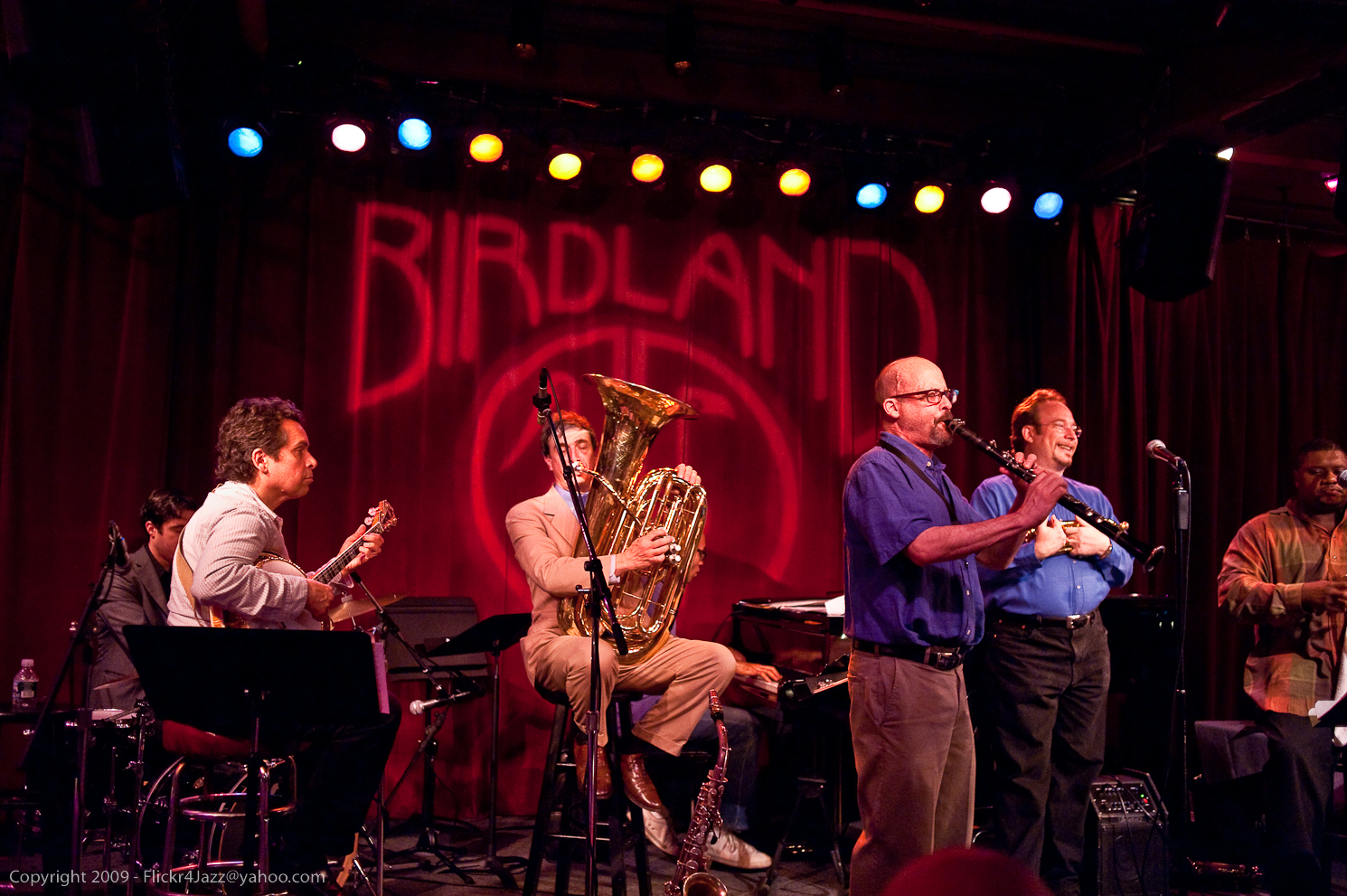
Birdland van binnen

Birdland is een bekende jazzclub in New York, opgericht op 15 december 1949 en vernoemd naar de Amerikaanse jazzsaxofonist Charlie Parker (die ook wel 'Bird' werd genoemd). Artiesten die er livealbums opnamen zijn onder meer Art Blakey, John Coltrane, Dizzy Gillespie, Thelonious Monk, Miles Davis, Jimmy Smith en Lester Young.
De compositie Lullaby of Birdland (1952) van George Shearing is opgedragen aan deze jazzclub.
Birdland is tegenwoordig ook de thuisbasis van populaire muzikale evenementen als het Umbria Jazz Festival in New York en het jaarlijkse Django Reinhardt NY Festival.

## Nederlanders
Een aantal Nederlandse jazzartiesten trad op in Birdland. De eerste was jazzzangeres Rita Reys, in 1956. In 2010 trad pianist Rembrandt Frerichs er met onder meer trompettist Michael Varekamp op.